# Котешка акула
Котешката акула (Galeus murinus) е вид хрущялна риба от семейство Scyliorhinidae.

## Разпространение
Видът е разпространен във Великобритания, Западна Сахара, Исландия, Фарьорски острови и Франция.